# Liparis pulchellus
Liparis pulchellus är en fiskart som beskrevs av Ayres, 1855. Liparis pulchellus ingår i släktet Liparis och familjen Liparidae. Inga underarter finns listade i Catalogue of Life.